# Phaenocarpa pratellae
Phaenocarpa pratellae är en stekelart som först beskrevs av Curtis 1826.  Phaenocarpa pratellae ingår i släktet Phaenocarpa och familjen bracksteklar. Arten är reproducerande i Sverige. Inga underarter finns listade i Catalogue of Life.